# Dassault Étendard VI

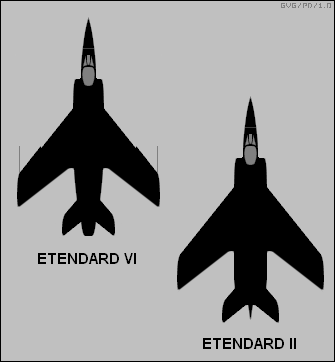
Dassault Étendard VI a sinistra, confrontato con l' Étendard II a destra

Il Dassault Étendard VI (dal francese: stendardo) era un prototipo di caccia destinato anche a compiti di appoggio tattico sviluppato in Francia a metà degli anni cinquanta.
Parallelamente all'Étendard II, un caccia leggero sviluppato per una specifica de l'Armée de l'Air del luglio 1953, venne avviato lo sviluppo di una variante in grado di rispondere ad un concorso NATO per un caccia destinato all'attacco al suolo ed in grado di operare da piste non preparate.
Le specifiche di questo concorso del 1954, designato NBMR-1 (NATO Basic Military Requirement N°1), richiedevano un velivolo dal peso compreso tra i 3.630 kg e 4.530 kg in grado da operare da piste non preparate, destinato ad essere equipaggiato con un motore turbogetto Bristol Siddeley Orpheus il cui sviluppo era sovvenzionato dalla NATO. In un primo tempo venne scelta la versione BOr 3 da 2.200 kg, ma poi si richiese il più potente BOr 12 da 3.700 kg di spinta con postbruciatore.
L'Étendard VI, il cui progetto era stato inizialmente designato  Mystère XXVI era un caccia destinato ad operare prevalentemente a bassa quota, quindi privo dell'abitacolo pressurizzato adottato sul Étendard IV, un ulteriore progetto sviluppato privatamente dalla Dassault e caratterizzato da maggiori dimensioni. Il primo volo del 15 marzo 1957 venne effettuato con il motore BOr 3. Gli altri due velivoli della famiglia, Étendard II ed Étendard avevano già volato l'anno prima, rispettivamente il 23 ed il 24 luglio del 1956.
Per venire incontro alle richieste di flessibilità operativa richieste dal concorso NATO l'Étendard VI non disponeva di mitragliatrici o cannoni fissi (Come la coppia di DEFA 552 da 30 mm installati sulle versioni II e IV), ma di un alloggiamento ventrale in cui potevano essere installati in alternativa:
- 2 cannoni da 30 mm;
- 4 mitragliatrici da 12,7 mm;
- 55 razzi da 70 mm;

In aggiunta disponeva di due attacchi subalari.
La fase finale del concorso NBMR-1 per il nuovo caccia leggero NATO si tenne alla fine del 1957 presso l'aeroporto di Bretigny-sur-Orge. L'italiano Aeritalia G-91 ed i francesi Breguet 1001 Taon ed Étendard VI, erano gli aerei che avevano superato la fase preliminare di valutazione dei progetti e la cui costruzione dei prototipi era stata sovvenzionata da Stati Uniti ed i rispettivi paesi. Ad effettuare le valutazioni piloti statunitensi, britannici, francesi ed italiani.
Nel gennaio successivo il G-91 venne proclamato vincitore e l'Étendard VI si classificò secondo, le sue pur brillanti prestazioni erano state surclassate da quelle del piccolo caccia italiano.
Fallito l'obiettivo del caccia NATO la carriera dell'Étendard VI si concluse. La Dassault Aviation preferì puntare sul più grande e versatile Étendard IV, che era stato provato assieme ai 3 velivoli del concorso NATO riscuotendo  l'interesse della Aéronautique navale, mentre per il ruolo di caccia terrestre per l'Armée de l'Air si profilava il promettente Mirage III che aveva volato per la prima volta il 18 novembre 1956.

## Sviluppo
- Dassault Étendard: Étendard II (1 prototipo, 1956) - Étendard VI (2 prototipi, 1957) - Étendard IV (90 esemplari, 1958) -  Super Étendard (85 esemplari, 1974)